# Most wiszący w Krzyżanowicach
Most wiszący w Krzyżanowicach – most dla ruchu pieszego na rzece Rabie łączący Proszówki z Krzyżanowicami w województwie małopolskim. Wybudowany w 1947 roku czynem społecznym przez mieszkańców obu tych miejscowości.
Plan wzniesienia przeprawy przez Rabę w tym miejscu pojawił się jeszcze przed II wojną światową. Konflikt zbrojny miał wpływ na wstrzymanie zamierzeń, ale tuż po zakończeniu okupacji niemieckiej sprawa wróciła na afisz. Kładka piesza łącząca Proszówki z Krzyżanowicami została wzniesiona czynem społecznym przez mieszkańców Krzyżanowic i Proszówek. Patronem przedsięwzięcia był ks. Józef Skwirut, proboszcz parafii Krzyżanowice, do której wówczas należały obie te miejscowości. Ks. Skwirut organizował materiały, mobilizował miejscową ludność i doprowadził do zakończenia budowy 15 maja 1947 roku. Budowniczowie nie posiadali prawdopodobnie żadnej dokumentacji projektowej. Opierając się na doświadczeniu, instynkcie i podglądając inne, podobne rozwiązania umiejscowili most w dogodnym komunikacyjnie miejscu, łączącym dwie wsie powiatu bocheńskiego. Do budowy wykorzystano to, co w niełatwych, powojennych latach było na miejscu i co udało się pozyskać. Tym samym np. do mieszania betonu, z którego wykonano pylony, użyto rzecznego żwiru i lokalnego kruszywa otoczakowego, a główny element nośny zdobyto na Śląsku – wykorzystując liny górnicze. Forma i kształt kładki nie mogły nie zawierać ludowych odwołań, a nawet pewnej symboliki. Główny kierunek komunikacji określono jednoznacznie z Krzyżanowic do Proszówek i dlatego pylon krzyżanowicki witający przechodniów ozdobiono malunkiem Matki Boskiej z Dzieciątkiem, namalowanym przez nieznanego autora. Następnie użytkownikowi kładki ukazywał się Orzeł Biały w koronie zwrócony właśnie w stronę Krzyżanowic. Stanowił swoistą sterczynę drugiego pylonu i wyrażał tęsknotę lokalnej społeczności za dawnym porządkiem, który nieodwołalnie zburzyły lata dwóch totalitarnych systemów.
Konstrukcję nośną kładki w 1947 roku wykonano jako wiszącą jednoprzęsłową z niesymetrycznymi dojściami do przęsła głównego - dłuższym na prawym brzegu i krótszym na lewym brzegu. Rozpiętość przęsła głównego wynosi około 67 m. Przęsła skrajne (na dojściach do pylonów) mają rozpiętość 4 m od strony Proszówek oraz 15,2 m od strony Krzyżanowic. Szerokość użytkowa kładki jest równa 1 m, a szerokość całkowita wynosi 1,03 m. Konstrukcję pomostu stanowiły belki podłużne wykonane z kątowników równoramiennych oraz poprzecznice. Nawierzchnię wykonano z pozyskanych na miejscu dyli drewnianych ułożonych na poziomych ramionach kątowników stanowiących belki pomostu. Pomost był podwieszony do czterech lin nośnych po obu stronach konstrukcji pomostu. Kładka budowana po gospodarsku nie spełniała norm i była obarczona wieloma błędami wykonawczymi, niemniej jednak, przetrwała bez istotnych zmian do 2010 roku.
W czasie powodzi w 2010 r. most wiszący w przeważającej części znalazł się pod wodą. Ucierpiał, nie tylko sam obiekt, ale również brzeg, który obsunął się zmieniając strefę bezpośredniego sąsiedztwa koryta Raby. Konieczny był zatem gruntowny remont. Prace budowlane ukończono w lipcu, a 10 lipca 2011 roku, w samo południe odbyła się okazała uroczystość, podczas której w ludowych strojach i przy dźwiękach polowej orkiestry mieszkańcy byli świadkami poświęcenia kładki i oddania jej do użytku.